# Cours (Rhône)
Pour les articles homonymes, voir Cours.
Cours [kuʁ]  est une commune nouvelle située dans le département du Rhône, en région Auvergne-Rhône-Alpes, créée le 1er janvier 2016. Son chef-lieu est situé à Cours-la-Ville.

## Géographie

### Localisation
La commune est située dans le Haut-Beaujolais, dans le département du Rhône et limitrophe du département de la Loire, à environ 70 kilomètres à vol d'oiseau au nord-ouest de Lyon, 20 kilomètres de Roanne, 33 kilomètres de Villefranche-sur-Saône et 45 kilomètres de Mâcon.

### Communes limitrophes
| Écoche (Loire)                       | Belmont-de-la-Loire (Loire) | Ranchal                |
| Le Cergne (Loire) Sevelinges (Loire) | Cours                       | Saint-Vincent-de-Reins |
| La Gresle (Loire)                    | Thizy-les-Bourgs            | Thizy-les-Bourgs       |

### Hydrographie et relief
Cours est située dans le bassin de la Loire, et plus précisément dans la vallée de la Trambouze ou Trambe, qui prend sa source sur le territoire communal et coule vers le sud en traversant Pont-Trambouze, est rejointe par le ruisseau du Mardoret à Pont-Gauthier et se jette dans le Rhins, affluent de la Loire, au point de rencontre des limites administratives des communes de Régny, Saint-Victor-sur-Rhins et Montagny.

### Climat
Pour des articles plus généraux, voir Climat d'Auvergne-Rhône-Alpes et Climat du Rhône.
En 2010, le climat de la commune est de type climat des marges montargnardes, selon une étude du Centre national de la recherche scientifique s'appuyant sur une série de données couvrant la période 1971-2000. En 2020, Météo-France publie une typologie des climats de la France métropolitaine dans laquelle la commune est exposée à un climat de montagne ou de marges de montagne et est dans une zone de transition entre les régions climatiques « Centre et contreforts nord du Massif Central » et « Nord-est du Massif Central ».
Pour la période 1971-2000, la température annuelle moyenne est de 9,6 °C, avec une amplitude thermique annuelle de 16,3 °C. Le cumul annuel moyen de précipitations est de 1 013 mm, avec 11,8 jours de précipitations en janvier et 8,3 jours en juillet. Pour la période 1991-2020, la température moyenne annuelle observée sur la station météorologique de Météo-France la plus proche, « Nandax », sur la commune de Nandax à 12 km à vol d'oiseau, est de 11,7 °C et le cumul annuel moyen de précipitations est de 916,6 mm,. Pour l'avenir, les paramètres climatiques de la commune estimés pour 2050 selon différents scénarios d'émission de gaz à effet de serre sont consultables sur un site dédié publié par Météo-France en novembre 2022.

## Urbanisme

### Typologie
Au 1er janvier 2024, Cours est catégorisée bourg rural, selon la nouvelle grille communale de densité à sept niveaux définie par l'Insee en 2022.
Elle appartient à l'unité urbaine de Cours, une unité urbaine monocommunale constituant une ville isolée,. Par ailleurs la commune fait partie de l'aire d'attraction de Cours, dont elle est la commune-centre,. Cette aire, qui regroupe 4 communes, est catégorisée dans les aires de moins de 50 000 habitants,.

### Voies de communication et transports

#### Réseau routier
Cours est située au croisement des routes départementales D308 vers Amplepuis, et D64 de Ranchal à la D70 dans le département de la Loire (vers Cuinzier et Charlieu). La route départementale D108 relie La Ville à Saint-Vincent-de-Reins.

#### Transports en commun
La ville est desservie par des lignes du réseau des autocars du Rhône, vers Lyon (ligne 116), Villefranche-sur-Saône et Amplepuis (ligne 217), Amplepuis (ligne 237), Roanne (ligne 240) et Thizy et Charlieu (ligne 261).
La gare SNCF la plus proche est située à Saint-Victor-sur-Rhins, sur la ligne Lyon-Roanne.

## Toponymie
Le latin curtis (cohors, génitif cohortis) désignait la cour intérieure d'un établissement rural, et par extension une "exploitation rurale" ou "domaine", au même titre que villa. On rencontre des noms de lieu formés à partir de curtis notamment en Bourgogne et Franche-Comté.

## Histoire

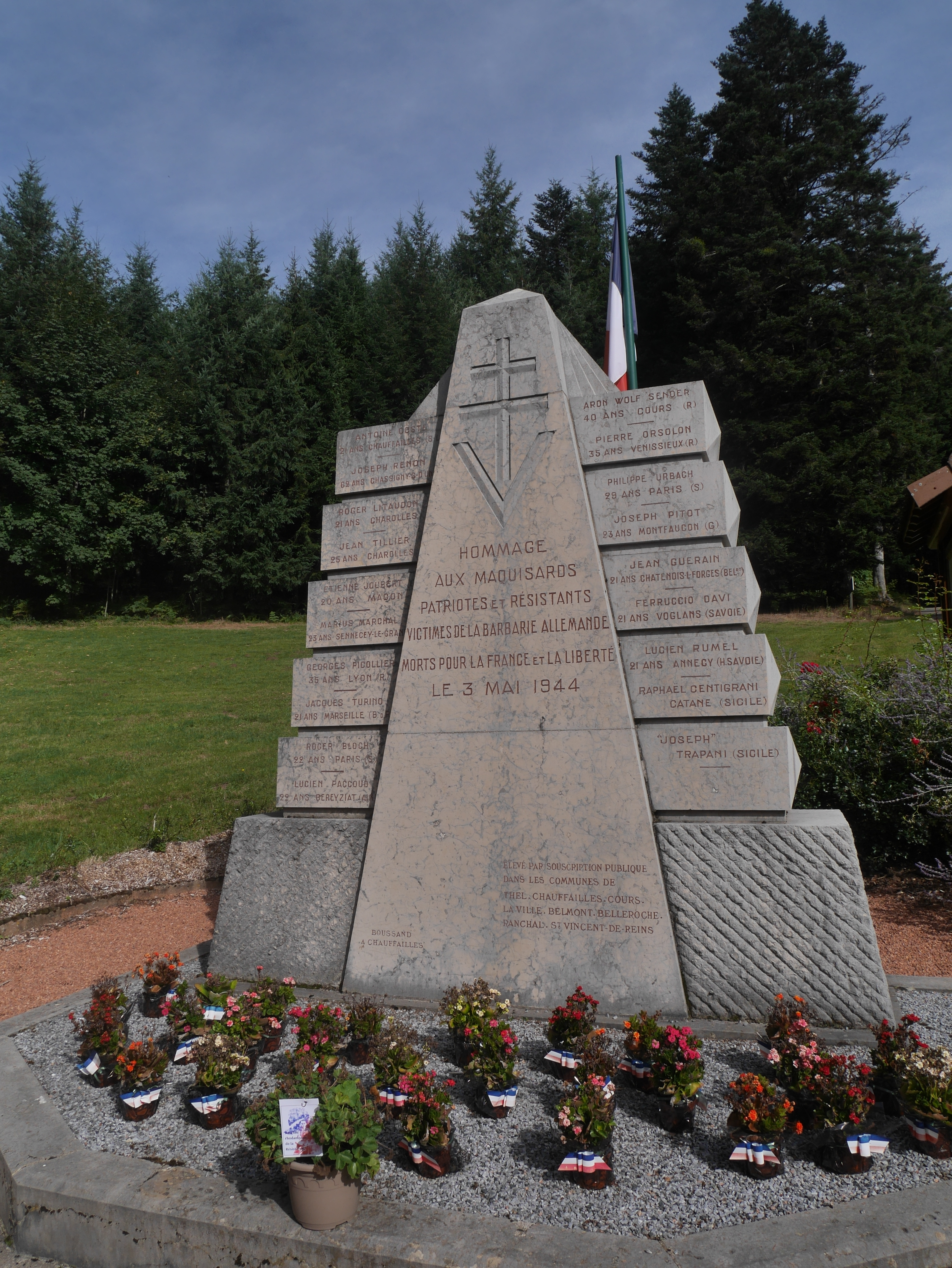
Mémorial aux résistants tués le 3 mai 1944, commune de Thel

### XVIIIe siècle
Au début du XVIIIe siècle Cours est une paroisse rurale d'Ancien Régime, peuplée en 1698 d'environ 730 habitants selon le curé de l'époque et dépendante de la seigneurie d'Estieugue. Une petite partie de la population se concentre dans le bourg, le reste étant dispersé dans 24 hameaux ou "villages" (encore appelés "mas"). La densité, estimée à 30 ou 35 habitants au km², est assez élevée pour une paroisse de montagne ayant beaucoup de terres impropres à la culture. La population augmente rapidement par la combinaison d'un taux de natalité élevé et d'une mortalité relativement faible : de 183 feux (ou ménages) en 1734 on passe à 330 en 1788. Le nombre d'habitants double entre 1730 et la fin du siècle, pour atteindre 2000 personnes environ.
La plupart sont des "laboureurs", agriculteurs aisés ou simples journaliers, ou des tisserands, même si l'activité de beaucoup d'habitants combine agriculture et tissage. Les exploitations agricoles sont, à l'exception de quelques grands domaines, petites et morcelées. On y pratique la culture des céréales et l'élevage du bétail. C'est l'époque de la proto-industrialisation, la population rurale produisant à domicile, de façon plus ou moins indépendante, des textiles pour le marché extérieur. Cette production s'oriente principalement vers les toiles de coton et les mélanges de fil et de coton, vendus sur les marchés de Thizy, Chauffailles, Amplepuis ou Tarare. Dynamisme démographique et travail textile sont liés : l'un fournit une main-d'œuvre abondante et bon marché, l'autre fournit le complément de ressources qui évite la misère et l'émigration. Cette proto-industrie formera la base de l'industrialisation au siècle suivant
.

### XIXe siècle

#### Le chemin de fer
À l'initiative d'entrepreneurs de Cours, deux lignes de chemin de fer secondaires à voie normale sont concédées en 1876 (Saint-Victor-sur-Rhins à Cours) et 1877 (Saint-Victor à Thizy). Il s'agit de relier la vallée de la Trambouze, alors en plein essor industriel et démographique, à la ligne PLM Lyon-Roanne par Tarare, ouverte en 1866-1868. La ligne est ouverte en deux temps, entre Saint-Victor et Bourg-de-Thizy d'abord le 10 septembre 1881, et entre Bourg-de-Thizy et Cours le 17 septembre 1882. Le succès et immédiat, avec plus de 120000 voyageurs annuels entre 1895 et 1930, les trains transportant marchandises et voyageurs. La concurrence de l'autocar et de la voiture individuelle fait progressivement baisser le trafic, jusqu'à 15000 passagers et 15000 tonnes de marchandises en 1958. La traction à vapeur est abandonnée en 1961, remplacée par un engin diesel, avant l'arrêt total de la ligne le 31 janvier 1969.

### Fusions
En 1865, la paroisse de La Ville obtient sa séparation de Cours. En 1974, la commune de La Ville est réunie avec celle de Cours dans le cadre d'une fusion-association, formant ainsi la commune de Cours-La Ville. Mais La Ville reste une commune associée. Ce n'est qu'en 2005 que les deux communes fusionnent complètement, après le référendum du 28 novembre 2004.
Créée le 1er janvier 2016 par un arrêté préfectoral du 18 novembre 2015, publié au Journal officiel du 31 décembre suivant, la commune de Cours est issue du regroupement des communes de Cours-la-Ville, qui en est le chef-lieu, Pont-Trambouze et Thel qui sont depuis toutes les trois des communes déléguées.

## Politique et administration

### Rattachements administratifs et électoraux
La commune nouvelle se trouve dans l'arrondissement de Villefranche-sur-Saône du département  du Rhône.
Pour les élections départementales, Cours fait partie du canton de Thizy-les-Bourgs.
Pour l'élection des députés, elle fait partie de la huitième circonscription du Rhône.

### Intercommunalité
La commune  nouvelle, comme auparavant les anciennes communes, fait partie de la communauté d'agglomération de l'Ouest Rhodanien, un établissement public de coopération intercommunale (EPCI) à fiscalité propre créé en 2014 sous le statut de communauté de communes et auquel la commune avait transféré un certain nombre de ses compétences, dans les conditions déterminées par le code général des collectivités territoriales.

### Tendances politiques et résultats
Lors des élections municipales de 2020 dans le Rhône et la métropole de Lyon, la liste DVD menée par  Patrice Verchère, ancien maire de  Cours-la-Ville, est la seule candidate et recueille la totalité des 1 043 suffrages exprimés. Cinq de ses membres sont également conseillers communautaires.
Lors de ce scrutin marqué par la pandémie de Covid-19 en France, 61,62 % des électeurs se sont abstenus et 13,09 % des votants ont choisi un bulletin blanc ou nul.

### Administration municipale
De la création de la commune nouvelle aux élections municipales de 2020 dans le Rhône, son conseil municipal comprenait les cinquante-deux élus en 2014 dans les conseils des anciennes communes. Pour la mandature 2020-2026, leur nombre est réduit à 29.
Chaque ancienne commune dispose d'un maire délégué.

### Liste des maires
| Période       | Période                   | Identité         | Étiquette | Qualité |
| ------------- | ------------------------- | ---------------- | --------- | --- |
| janvier 2016, | mai 2020                  | Michel Lachize   | DVD       | Retraité Ancien maire de Cours-la-Ville (2001 → 2008) |
| mai 2020      | En cours (au 6 juin 2023) | Patrice Verchère | LR        | Ancien assistant parlementaire Ancien maire de Cours-la-Ville (2008 → 2016) Député du Rhône (8e circ.) (2007 → 2020) Conseiller régional (2015 → 2021) Président de la CA de l'Ouest Rhodanien (2020 →) Conseiller départemental de Thizy-les-Bourgs (2021 → ) Vice-président du Conseil départemental du Rhône (2021 → ) Vice-président de SYTRAL Mobilités (2020→ ) |

### Communes déléguées
| Nom                    | Code Insee | Intercommunalité        | Superficie (km2) | Population (dernière pop. légale) | Densité (hab./km2) |
| ---------------------- | ---------- | ----------------------- | ---------------- | --------------------------------- | ------------------ |
| Cours-la-Ville (siège) | 69066      | CC de L'ouest Rhodanien | 19,48            | 3 797 (2013)                      | 195                |
| Pont-Trambouze         | 69158      | CC de L'ouest Rhodanien | 4,06             | 470 (2013)                        | 116                |
| Thel                   | 69247      | CC de L'ouest Rhodanien | 10,27            | 326 (2013)                        | 32                 |

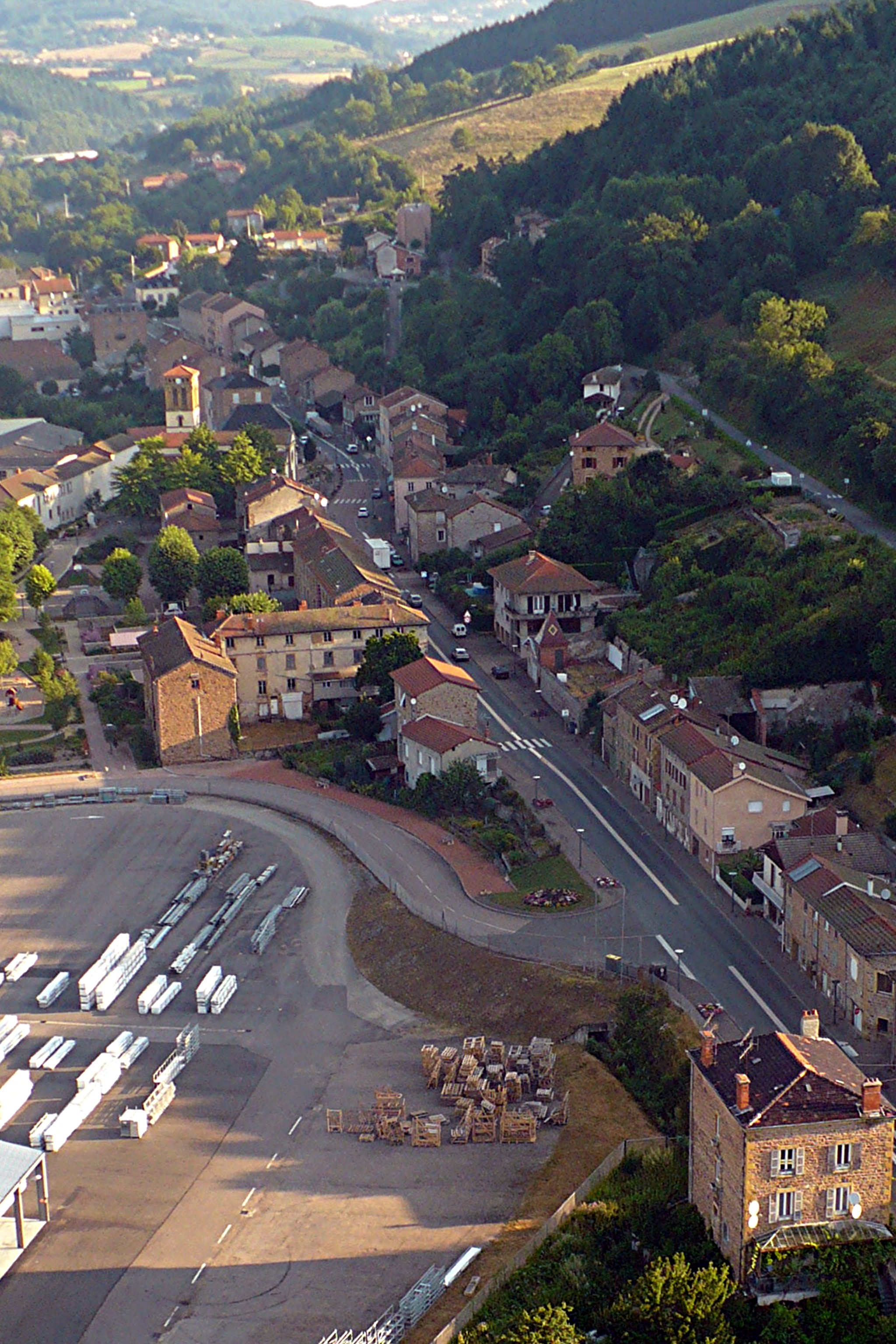
Vue aérienne de Pont-Trambouze.

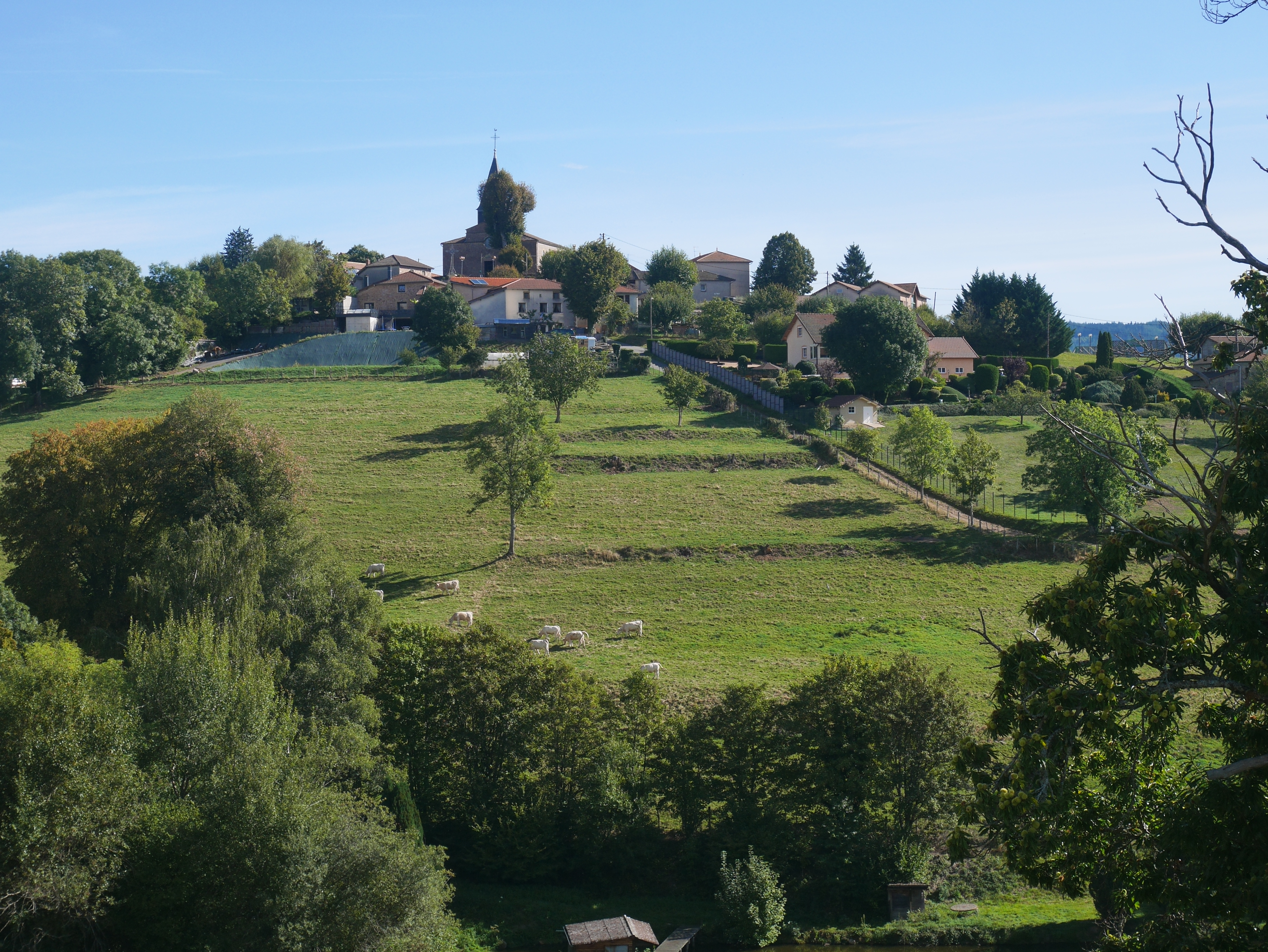
Vue de Thel

Pour la mandature 2020-2026, les maires délégués des anciennes communes sont : 
- A Cours-la-Ville : Patrick Verchère, maire de la commune nouvelle ;
- A Thel, Marie-Claire Dubois ;
- Au Pont-Trambouze, David Gianone.

## Population et société

### Démographie
| 1968  | 1975  | 1982  | 1990  | 1999  | 2009  | 2014  | 2018  | 2020  |
| ----- | ----- | ----- | ----- | ----- | ----- | ----- | ----- | ----- |
| 6 879 | 6 528 | 6 054 | 5 487 | 5 082 | 4 742 | 4 625 | 4 379 | 4 366 |

## Culture locale et patrimoine

### Lieux et monuments
Cours est située à l'intérieur du périmètre du géoparc du Beaujolais, qui a obtenu le label géoparc mondial UNESCO en avril 2018 (revalidé en 2022) en raison de sa diversité géologique.
Le sentier botanique de Romarin monte en lacets vers le sommet du Mont Florentin, où était située l'ancienne motte féodale et aujourd'hui un calvaire datant de 1865. Créé à partir de 2014 par les écoles de la ville, des associations intéressées par le projet, le propriétaire du terrain, et des entrepreneurs locaux du paysage, il a pour vocation de sensibiliser le public à la flore régionale.